# 1058 (numero)
Millecinquantotto (1058) è il numero naturale dopo il 1057 e prima del 1059.

## Proprietà matematiche
- È un numero pari.
- È un numero composto da 6 divisori: 1, 2, 23, 46, 529, 1058. Poiché la somma dei suoi divisori (escluso il numero stesso) è 601 < 1058, è un numero difettivo.
- È esprimibile in un solo modo come somma di due quadrati: 1058 = 232 + 232.
- È un numero odioso.
- È parte delle terne pitagoriche (1058, 12144, 12190), (1058, 279840, 279842).

## Astronomia
- 1058 Grubba è un asteroide della fascia principale del sistema solare.
- NGC 1058 è una galassia nella costellazione di Perseo.
- IC 1058 è una galassia nella costellazione di Boote.

## Astronautica
- Cosmos 1058 è un satellite artificiale russo.